# Upyr
L'Upyr secondo le credenze ucraine e russe sarebbe un cavaliere morto nel XIV secolo il cui nome era Taras Rieke. Egli morì decapitato e secondo le leggende andrebbe in giro razziando fattorie isolate uccidendone gli abitanti cominciando dai bambini.
Dovrebbe dormire da mezzanotte a mezzogiorno e dovrebbe andare in giro da mezzogiorno a mezzanotte. Non esistono foto ma un disegno creato da Etram Daroski (scrittore ucraino) che lo raffigura intento a uccidere un contadino.
Compare nel numero 258 del celebre fumetto di Tiziano Sclavi Dylan Dog, chiamato per l'appunto "La Furia dell'Upyr".